# Pas de la Casa
Pas de la Casa – miejscowość w Andorze, w parafii Encamp, przy granicy z Francją w Pirenejach. 
W 2014 roku liczyło 2434 mieszkańców. Znany ośrodek narciarski.